# Belgische kampioenschappen indoor atletiek 1999
In 1999 werden de Belgische kampioenschappen indoor atletiek Alle Categorieën gehouden op zondag 14 februari in Gent. 

## Uitslagen

### 60 m
| rang   | atleet          | prestatie |
| ------ | --------------- | --------- |
| Goud   | Erik Wijmeersch | 6,72 s    |
| Zilver | Andrew Reets    | 6,80 s    |
| Brons  | Wim Thys        | 6,82 s    |

| rang   | atlete            | prestatie |
| ------ | ----------------- | --------- |
| Goud   | Nancy Callaerts   | 7,42 s    |
| Zilver | Katleen De Caluwé | 7,49 s    |
| Brons  | Élodie Ouédraogo  | 7,68 s    |

### 200 m
| rang   | atleet                    | prestatie |
| ------ | ------------------------- | --------- |
| Goud   | Anthony Ferro             | 21,54 s   |
| Zilver | Olivier Sekanyambo Ilunga | 21,96 s   |
| Brons  | Hans Van Buynder          | 22,09 s   |

| rang   | atlete           | prestatie |
| ------ | ---------------- | --------- |
| Goud   | Ann Mercken      | 25,02 s   |
| Zilver | Cecilia De Brael | 25,18 s   |
| Brons  | Hélène Gilson    | 25,85 s   |

### 400 m
| rang   | atleet         | prestatie |
| ------ | -------------- | --------- |
| Goud   | Stijn Verleyen | 48,08 s   |
| Zilver | Pieter Desmet  | 48,94 s   |
| Brons  | Ben De Wit     | 49,75 s   |

| rang   | atlete        | prestatie |
| ------ | ------------- | --------- |
| Goud   | Sandra Stals  | 53,87 s   |
| Zilver | Elke Bogemans | 54,88 s   |
| Brons  | Sarah Mees    | 56,79 s   |

### 800 m
| rang   | atleet            | prestatie |
| ------ | ----------------- | --------- |
| Goud   | Patrick Grammens  | 1.49,84   |
| Zilver | Bart De Temmerman | 1.50,14   |
| Brons  | Bruno Dahin       | 1.55,60   |

| rang   | atlete          | prestatie |
| ------ | --------------- | --------- |
| Goud   | Ludivine Michel | 2.07,72   |
| Zilver | Vera Meuris     | 2.16,44   |
| Brons  | Ilse Libyn      | 2.16,68   |

### 1500 m
| rang   | atleet                | prestatie |
| ------ | --------------------- | --------- |
| Goud   | Wouter Van den Broeck | 3.54,90   |
| Zilver | Boujemaa Stouti       | 3.55,70   |
| Brons  | Guy Veldeman          | 3.56,35   |

| rang   | atlete         | prestatie |
| ------ | -------------- | --------- |
| Goud   | Tinneke Boonen | 4.22,84   |
| Zilver | Els Verthé     | 4.24,97   |
| Brons  | Nele Huysse    | 4.29,27   |

### 3000 m
| rang   | atleet             | prestatie |
| ------ | ------------------ | --------- |
| Goud   | Gino Van Geyte     | 8.07,89   |
| Zilver | Frederic Collignon | 8.10,44   |
| Brons  | Frederic Desmedt   | 8.10,83   |

### 60 m horden
| rang   | atleet       | prestatie |
| ------ | ------------ | --------- |
| Goud   | Sven Pieters | 7,75 s    |
| Zilver | Djeke Mambo  | 8,08 s    |
| Brons  | Filip Faems  | 8,12 s    |

| rang   | atlete              | prestatie |
| ------ | ------------------- | --------- |
| Goud   | Maryline Troonen    | 8,25 s    |
| Zilver | Élodie Ouédraogo    | 8,57 s    |
| Brons  | Annelies De Meester | 8,69 s    |

### Verspringen
| rang   | atleet          | prestatie |
| ------ | --------------- | --------- |
| Goud   | Erik Nys        | 7,71 m    |
| Zilver | Jan Guns        | 7,43 m    |
| Brons  | Kedjeloba Mambo | 7,43 m    |

| rang   | atlete              | prestatie |
| ------ | ------------------- | --------- |
| Goud   | Sandrine Hennart    | 5,89 m    |
| Zilver | Annelies De Meester | 5,84 m    |
| Brons  | Lesley Sebrechts    | 5,70 m    |

### Hink-stap-springen
| rang   | atleet                | prestatie |
| ------ | --------------------- | --------- |
| Goud   | Djeke Mambo           | 15,98 m   |
| Zilver | Kedjeloba Mambo       | 15,10 m   |
| Brons  | Xavier De Baerdemaker | 14,58 m   |

| rang   | atlete         | prestatie |
| ------ | -------------- | --------- |
| Goud   | Tia Hellebaut  | 12,73 m   |
| Zilver | Sandra Swennen | 12,64 m   |
| Brons  | Inez Waeyaert  | 12,00 m   |

### Hoogspringen
| rang   | atleet              | prestatie |
| ------ | ------------------- | --------- |
| Goud   | Patrick De Paepe    | 2,13 m    |
| Zilver | Carl Van Roeyen     | 2,10 m    |
| Brons  | Sébastien Campeneer | 2,01 m    |

| rang   | atlete             | prestatie |
| ------ | ------------------ | --------- |
| Goud   | Natalja Jonckheere | 1,86 m    |
| Zilver | Sabrina De Leeuw   | 1,86 m    |
| Brons  | Tia Hellebaut      | 1,86 m    |

### Polsstokhoogspringen
| rang   | atleet         | prestatie |
| ------ | -------------- | --------- |
| Goud   | Thibaut Duval  | 5,20 m    |
| Zilver | Wesley Rombaut | 5,10 m    |
| Brons  | Wim Piers      | 4,80 m    |

| rang   | atlete               | prestatie |
| ------ | -------------------- | --------- |
| Goud   | Sophie Zubiolo       | 3,60 m    |
| Zilver | Caroline Goetghebuer | 3,50 m    |
| Brons  | Liesbeth Van Roie    | 3,45 m    |

### Kogelstoten
| rang   | atleet            | prestatie |
| ------ | ----------------- | --------- |
| Goud   | Jordy Beernaert   | 15,72 m   |
| Zilver | Wim Van Meerbeeck | 15,27 m   |
| Brons  | Steve Bal         | 14,99 m   |

| rang   | atlete             | prestatie |
| ------ | ------------------ | --------- |
| Goud   | Greet Meulemeester | 15,87 m   |
| Zilver | Veerle Blondeel    | 14,66 m   |
| Brons  | Mieke Van Thuyne   | 13,70 m   |

1985 ·
1986 ·
1987 ·
1988 ·
1989 ·
1990 ·
1991 ·
1992 ·
1993 .
1994 ·
1995 .
1996 ·
1997 ·
1998 .
1999 ·
2000 .
2001 · 
2002 · 
2003 · 
2004 · 
2005 · 
2006 · 
2007 · 
2008 · 
2009 · 
2010 · 
2011 · 
2012 · 
2013 · 
2014 ·
2015 ·
2016 ·
2017 ·
2018 ·
2019 ·
2020 ·
2021 ·
2022 ·
2023 ·
2024 ·
2025